# Eyðfinn Davidsen
Eyðfinn Davidsen (19 gennaio 1966) è un ex calciatore faroese, di ruolo centrocampista.